# Johann David Sauerländer (Verleger)
Johann David Sauerländer (* 30. September 1789 in Frankfurt am Main; 26. November 1869 ebenda) war ein deutscher Verleger.
Johann David Sauerländer stammte aus einer Buchdruckerfamilie. Sein Vater, der Buchdrucker Johann Christian Sauerländer (1745–1805), übersiedelte 1771 von Erfurt nach Frankfurt, wo er die Druckerei seines Schwiegervaters Johann David Scheper (1702–1771) übernahm, die bereits 1613 gegründet worden war.
Johann David Sauerländer folgte seinem Bruder Heinrich Remigius Sauerländer nach Basel zu dem Buchhändler Samuel Flick und schließlich 1803 nach Aarau, wo dieser einen Verlag begründete (Verlag Sauerländer). 1815 war er in Heidelberg bei dem Verlag Mohr & Zimmer. 1816 übernahm er die Druckerei seines Vaters in Frankfurt, bis 1818 mit seinem Bruder Philipp Friedrich, der er 1818 einen Verlag, den J. D. Sauerländer’s Verlag, und eine Buchhandlung angliederte.
Hier trat er vor allem als Verleger literarischer Werke in günstigen Ausgaben hervor, so etwa von Walter Scott, James Fenimore Cooper, Victor Hugo, Friedrich Rückert und Clemens Brentano. Er verlegte 1835 die literarische Zeitschrift „Phönix. Frühlings-Zeitung für Deutschland“ von Eduard Duller und wurde zum Verleger von Georg Büchner; 1835 verlegte er „Dantons Tod“ sowie 1850 seine nachgelassenen Schriften.
Auch publizierte er Fachbücher auf den Gebieten Theologie, Rechtswissenschaften, Staatswissenschaften, Philosophie und Forstwissenschaft. Seit 1832 erschien bei ihm die „Allgemeine Forst- und Jagdzeitung“, 1839 bis 1841 die Zeitschrift „Israelitische Annalen. Ein Centralblatt für Geschichte, Literatur und Cultur der Israeliten aller Zeiten und Länder“, seit 1841 das „Rheinische Museum für Philologie“. 1848 bis 1850 verlegte er die „Stenographischen Berichte über die Verhandlungen der deutschen. konstituierenden Nationalversammlung in Frankfurt am Main“ (10 Bände). 
1855 gab er die Buchhandlung auf, 1864 übernahm sein Sohn Heinrich Remigius Sauerländer (1821–1896) die Leitung des Verlages, 1867 verkaufte er die Druckerei an die Firma Mahlau & Waldschmidt.